# Скикда (покрајина)
Скикда (арап. ولاية سكيكدة), једна је од 48 покрајина у Народној Демократској Републици Алжир. Покрајина се налази у североисточном делу земље у подножју планинских венца Атласа и Аураса уз обалу Средоземног мора.
Покрајина Скикда покрива укупну површину од 4.026 km² и има 904.195 становника (подаци из 2008. године). Највећи град и административни центар покрајине је град Скикда.